# Põduste
Põduste (est. Põduste jõgi) – rzeka w prowincji Saare, Estonii. Ma źródła w okolicy wsi Tõrise. Wpada do Zatoki Ryskiej w okolicy Kuressaare. Ma długość 30,5 km i powierzchnię dorzecza 204,8 km². Wpadają do niej dwie niewielkie rzeki: Kaarma jõgi i Laugi jõgi.